# Dawud Saad
Dawud Saad Salman Mohamed Saad (ur. 9 lipca 1986) – bahrajński piłkarz, który występował na pozycji obrońcy.

## Kariera piłkarska
Dawud Saad jest zawodnikiem Bahrain Club, a wcześniej występował w barwach Riffa Club. W 2009 zadebiutował w reprezentacji Bahrajnu. W 2011 został powołany do kadry na Puchar Azji rozgrywany w Katarze. Jego drużyna zajęła 3. miejsce w grupie i nie awansowała do dalszej fazy.